# День образования российской полиции
День образования российской полиции — памятная дата МВД России, отмечается 5 июня.

## История
В 1715 году в Санкт-Петербурге была учреждена Полицмейстерская канцелярия в составе офицеров и солдат Преображенского и Семеновского полков. Согласно «Бумаг императора Петра I», изданных в 1873 году академиком А.Ф. Бычковым, 27 мая (7 июня по н.с.) 1718 года указом Петра I учреждена должность Санкт-Петербургского генерал-полицмейстера, на которую был назначен генерал-адъютант А.М. Девиер с вручением ему руководящего документа по должности. Это событие и легло в основание Дня образования российской полиции.
Первоначально памятную дату планировалось учредить на государственном уровне. 4 августа 2016 года, в связи с подготовкой празднования в 2018 году 300-летия российской полиции, МВД России разработало проект указа Президента РФ «Об установлении Дня образования полиции России». При этом, в пояснительной записке к Указу было отмечено, что «на основании проведенных экспертным сообществом историков научных изысканий» должность Санкт-Петербургского генерал-полицмейстера была учреждена 25 мая (5 июня по н. с.). Указ подписан не был. 
5 июня объявлено Днем образования российской полиции приказом МВД России от 5 марта 2018 года №121.

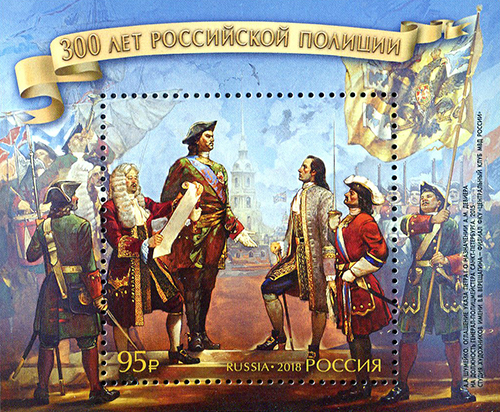
Почтовая марка 2018 год. 300 лет российской полиции.

## 300-летие
К юбилейной дате празднования Дня образования российской полиции приказами МВД России от 05.03.2018 №122, 123 учреждены памятный юбилейный нагрудный знак МВД России «300 лет российской полиции» и памятная юбилейная медаль МВД России с одноимённым названием.
Центральный банк России заявил о выпуске 15 марта 2018 года памятных серебряных монет номиналом 3 рубля, 25 рублей и золотую монету номиналом 50 рублей серии «300 лет полиции России». 3 июня 2018 года по благословению Патриарха Московского и всея Руси Кирилла во всех российских храмах совершены заупокойные богослужения по сотрудникам правоохранительных органов, погибшим при исполнении служебного долга. В тот же день Патриарх поздравил личный состав МВД России с 300-летием образования российской полиции. 5 июня 2018 года сотрудников полиции поздравили Президент России В.В. Путин, Государственная Дума РФ, Министр внутренних дел России В.А. Колокольцев. Во всех регионах России прошли торжественные мероприятия.